# Jean-Marie Élie
Jean-Marie Elie est un footballeur français, né le 30 septembre 1950 à Longchamp-sur-Aujon dans le département de l'Aube. Il joue comme milieu de terrain au RC Lens de 1967 à 1978 puis à l'AS Saint-Étienne de 1978 à 1981. Il est avec les Stéphanois champion de France en 1981.

## Biographie
Jean-Marie Elie fait ses débuts en équipe première du RC Lens à l'âge de 17 ans lors d'une rencontre comptant pour la 20e journée du championnat de France 1967-1968. Opposés au FC Nantes, les Lensois s'inclinent sur le score de un but à zéro. Les Lensois sont relégués en fin de saison en Division 2 puis abandonnent un an plus tard le statut professionnel. En 1970-1971 le club Lensois est de retour en division 2. Joueur technique et capable de tirer de loin, Jean-Marie Élie devient un des éléments importants du milieu de terrain.
Le club lensois remporte en 1973 le championnat de France de division 2 et retrouve alors l’élite. Lors de cette saison en première division, Jean-Marie Elie marque ses premiers buts avec les « Sang et or », un doublé face au FC Metz le 27 octobre 1973. Un mois plus tard, le 20 novembre 1973, il est appelé en équipe de France B, par le sélectionneur Ștefan Kovács, pour rencontrer, au Stade Félix-Bollaert, le Cercle Bruges KSV. Les Français et les joueurs de l'équipe belge se séparent sur un match nul un but partout. 
Les Lensois, menés par le milieu de terrain Elie-Bousdira-Leclercq, atteignent en 1975 la finale de la Coupe de France où ils retrouvent l'AS Saint-Étienne. Ils s'inclinent sur deux buts d'Oswaldo Piazza et de Jean-Michel Larqué et les Stéphanois réalisent leur 4e doublé coupe-championnat de leur histoire. La saison suivante, les Lensois découvrent la coupe d'Europe grâce à leur place de finaliste en coupe de France. Les Lensois s'inclinent contre les Hollandais d'ADO La Haye en huitième de finale de la compétition. Le retour au championnat est difficile, et le RC Lens sauve sa place dans l'élite lors des dernières journées.
Le RC Lens termine deuxième du championnat, à neuf points du FC Nantes en 1977, et se qualifie pour la Coupe UEFA. Les « Sang et Or » éliminent Malmö FF au premier tour, puis affrontent la Lazio Rome au tour suivant. Défaits à l'aller deux à zéro, les Lensois égalisent au terme de la rencontre puis inscrivent quatre buts lors des prolongations et l'emportent six buts à zéro. Après cet exploit, Lens est éliminé par les Allemands de l'Est du FC Magdebourg. Le retour à la réalité du championnat de France est compliqué et en fin de saison, le club redescend une nouvelle fois en seconde division, cinq ans après l'avoir quittée.
Il s'engage alors avec l'AS Saint-Étienne qui termine troisième du championnat en 1978-1979 et en 1979-1980. Lors de cette saison, les Stéphanois, dont le milieu est composé de Michel Platini, Jean-François Larios et Jean-Marie Élie, atteignent les quarts de finale de la coupe UEFA. Après avoir éliminés le LKS Lodz le PSV Eindhoven, sur le score de six buts à zéro au match retour, puis l'Aris Salonique, les « Verts » s'inclinent en quart de finale de la compétition face au Borussia Mönchengladbach, six à un sur les deux matchs. En 1980-1981, les Stéphanois remportent le titre de champion de France mais Jean-Marie Elie ne dispute que quinze rencontres de championnat. En coupe UEFA, Jean-Marie Élie et ses coéquipiers s'inclinent, comme l’année précédente, au stade des quarts de finale. Ils sont éliminés par l'équipe d'Ipswich Town FC sur le score de sept buts à deux sur les deux matchs. L'AS Saint-Étienne atteint également la finale de la Coupe de France 1981 où elle rencontre le Sporting Club de Bastia, les Verts s'inclinent sur le score de deux buts à un. Jean-Marie Élie arrête en fin de saison sa carrière de footballeur professionnel.
Il devient lors de la saison 1983-1984 directeur sportif de l'AS Saint-Étienne mais n'exerce cette fonction qu'une année. De 1985 à 1989 il exerce en tant qu’entraîneur du FC Villevranche en Beaujolais. Il entraîne ensuite l'UST Équeurdreville pendant une quinzaine d'années, jusqu'en 2007. Puis, à partir de 2008, toujours à Équeurdreville-Hainneville, il s'occupe d'un club de football en salle, la « Lecanu Futsal Association ». Depuis 2017, Jean-Marie Elie travaille au sein de l'AS Cherbourg.
En 2022, le magazine So Foot le classe dans le top 1000 des meilleurs joueurs du championnat de France, à la 621e place.

## Palmarès
Jean-Marie Elie dispute 271 rencontres pour 43 buts en Division 1 et 90 matchs pour 19 buts inscrits en Division 2. Avec le RC Lens, il est champion de France de Division 2 en 1973 et termine vice-champion de France en 1977. Il est également finaliste de la coupe de France en 1975 avec le club nordiste.
Sous les couleurs de l'AS Saint-Étienne, il est champion de France en 1981 et de nouveau finaliste de la Coupe de France en  1981.
Il compte une sélection en équipe de France B obtenue en 1973.

## Statistiques
Le tableau ci-dessous résume les statistiques en match officiel de Jean-Marie Elie durant sa carrière de joueur professionnel.
| Saison      | Club             | Pays   | Championnat | Championnat | Championnat | Coupes nationales | Coupes nationales | Coupe d'Europe | Coupe d'Europe | Coupe d'Europe |
| Saison      | Club             | Pays   | Division    | Matchs      | Buts        | Matchs            | Buts              | Type           | Matchs         | Buts           |
| ----------- | ---------------- | ------ | ----------- | ----------- | ----------- | ----------------- | ----------------- | -------------- | -------------- | -------------- |
| 1967 - 1968 | RC Lens          | France | Division 1  | 1           | 0           | -                 | -                 | -              | -              | -              |
| 1968 - 1969 | RC Lens          | France | Division 2  | 12          | 0           | 1                 | 1                 | -              | -              | -              |
| 1969 - 1970 | RC Lens          | France | CFA         | ?           | ?           | 1                 | 0                 | -              | -              | -              |
| 1970 - 1971 | RC Lens          | France | Division 2  | 30          | 9           | 2                 | 1                 | -              | -              | -              |
| 1971 - 1972 | RC Lens          | France | Division 2  | 28          | 6           | 7                 | 1                 | -              | -              | -              |
| 1972 - 1973 | RC Lens          | France | Division 2  | 20          | 4           | 3                 | 0                 | -              | -              | -              |
| 1973 - 1974 | RC Lens          | France | Division 1  | 36          | 4           | 3                 | 0                 | -              | -              | -              |
| 1974 - 1975 | RC Lens          | France | Division 1  | 36          | 10          | 8                 | 0                 | -              | -              | -              |
| 1975 - 1976 | RC Lens          | France | Division 1  | 37          | 7           | 2                 | 0                 | C2             | 4              | 0              |
| 1976 - 1977 | RC Lens          | France | Division 1  | 37          | 8           | 6                 | 1                 | -              | -              | -              |
| 1977 - 1978 | RC Lens          | France | Division 1  | 34          | 6           | -                 | -                 | C3             | 5              | 1              |
| 1978 - 1979 | AS Saint-Étienne | France | Division 1  | 38          | 6           | 5                 | 1                 | -              | -              | -              |
| 1979 - 1980 | AS Saint-Étienne | France | Division 1  | 37          | 2           | 6                 | 1                 | C3             | 7              | 0              |
| 1980 - 1981 | AS Saint-Étienne | France | Division 1  | 15          | 0           | 3                 | 0                 | C3             | 3              | 0              |
| Total       | Total            | Total  | Total       | 361         | 62          | 49                | 6                 | -              | 19             | 1              |